# جسر الشهداء
جسر الشهداء (جسر المأمون سابقاً) هو أحد الجسور الثلاثة عشر الواقعة على نهر دجلة في مدينة بغداد، في العراق. يربط الجسر شارع حيفا والشواكة في الكرخ غرباً بشارع الرشيد في الرصافة شرقاً. بَنَت الجسرَ شركةُ هولواي براذرز الإنجليزية المحدودة "Holloway Brothers (London) Ltd" عام 1937، وأفتتح في 15 تموز 1939. ويعد أول جسر ثابت بُنيَ في بغداد على نهر دجلة. طول الجسر 219 متراً، وعرض ممر المركبات 9 أمتار، وعرض ممر المشاة 3 أمتار لكل جهة، ومقتربات الجسر 55 متراً من كل جانب، ذكرت لقاء كريم خضير في بحثها (ارتباط الجسور بالطرق السريعة وأثرها في حركة المرور) المنشور سنة 2020 أن الجسر «يستخدم حاليا باتجاه واحد للمرور القادم من جانب الرصافة باتجاه الكرخ».، 
وكان قبل ذلك يوجد محله الجسر القديم والمبني على الدوب أزيل بعد بناءهِ، وكان يسمى جسر الكطعة.

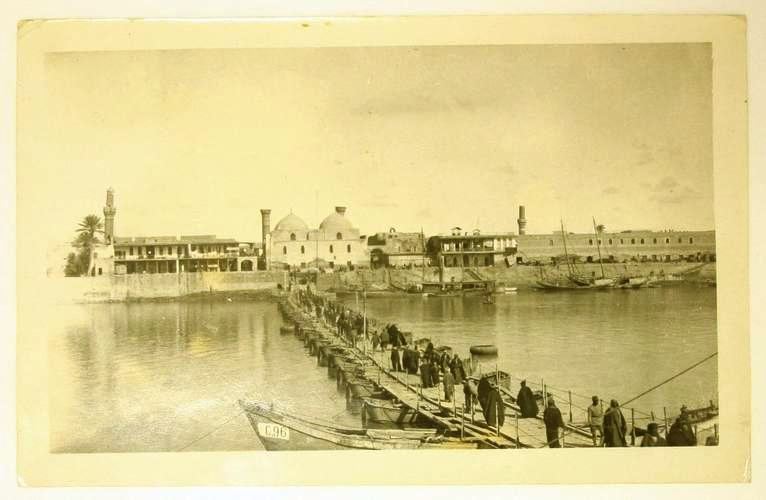
مجموعة من الناس يعبرون جسر قديم كان في محل جسر الشهداء ومبني على الطوافات فوق نهر دجلة في بغداد خلال فترة الحرب العالمية الأولى عام 1917 -1919

صورة الجسر القديم عام 1925 المسمى جسر الكطعة والذي أزيل بعد بناء جسر الشهداء في محلهِ

## تسميته
كان اسم الجسر عند افتتاحه عام 1939 جسر المأمون. وسمي بجسر الشهداء بعد ثورة 14 تموز التي أدت إلى قيام الجمهورية العراقية عام 1958، وذلك تخليداً للشهداء الذين أطلقت عليهم الشرطة الرصاص في زمن الحكومة الملكية وسقطوا من على هذا الجسر، حيث اسقطت مظاهرات جسر الشهداء الحكومة العراقية عام 1948 وتم تبديل الوزارة نتيجة لذلك الحادث. وكان سبب هذه المظاهرات هو التنديد بمعاهدة «بورت سموث» التي أبرمتها الحكومة العراقية مع بريطانيا آنذاك.[بحاجة لمصدر]

## معرض صور

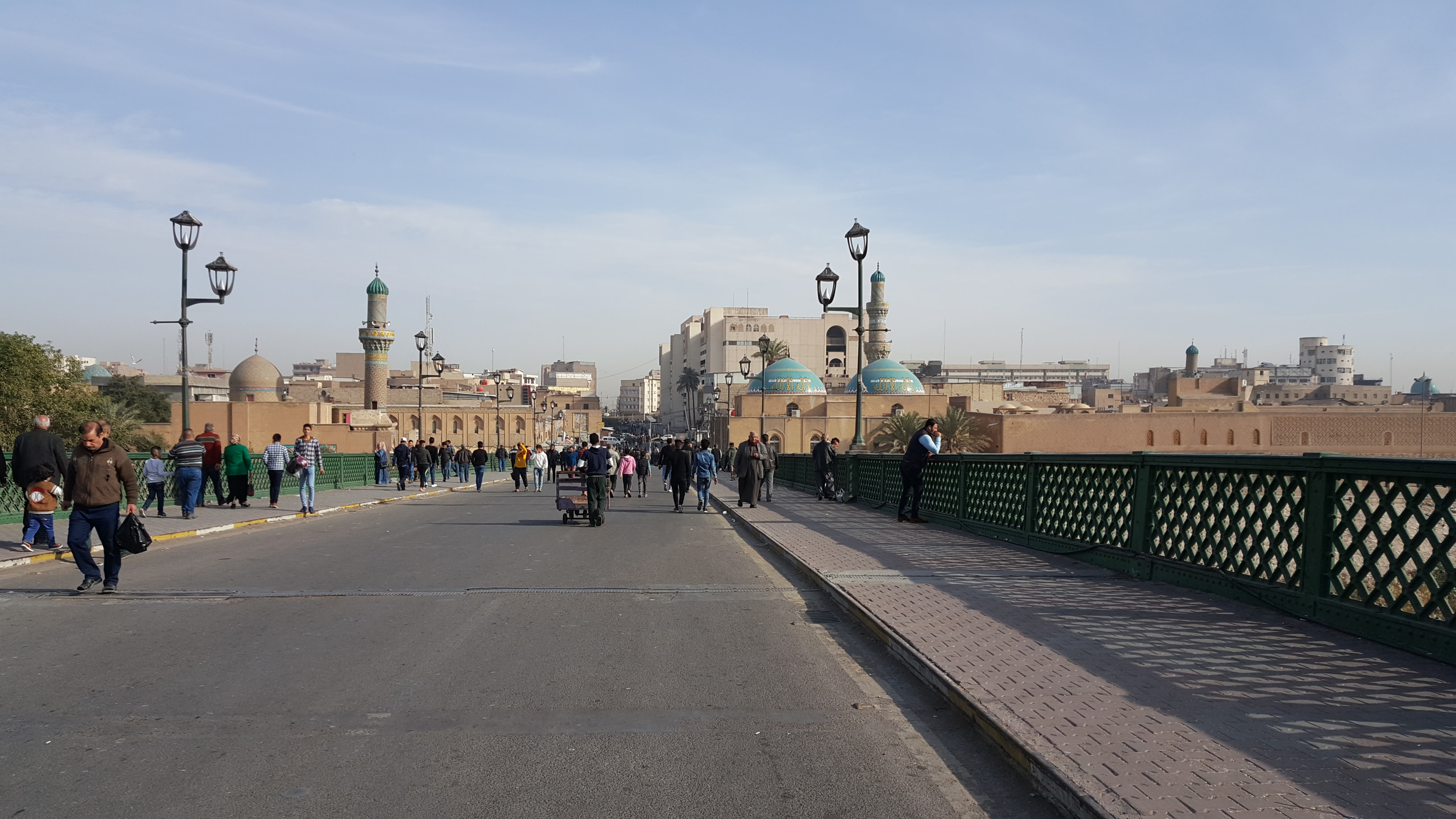
جسر الشهداء 2024جسر الشهداء
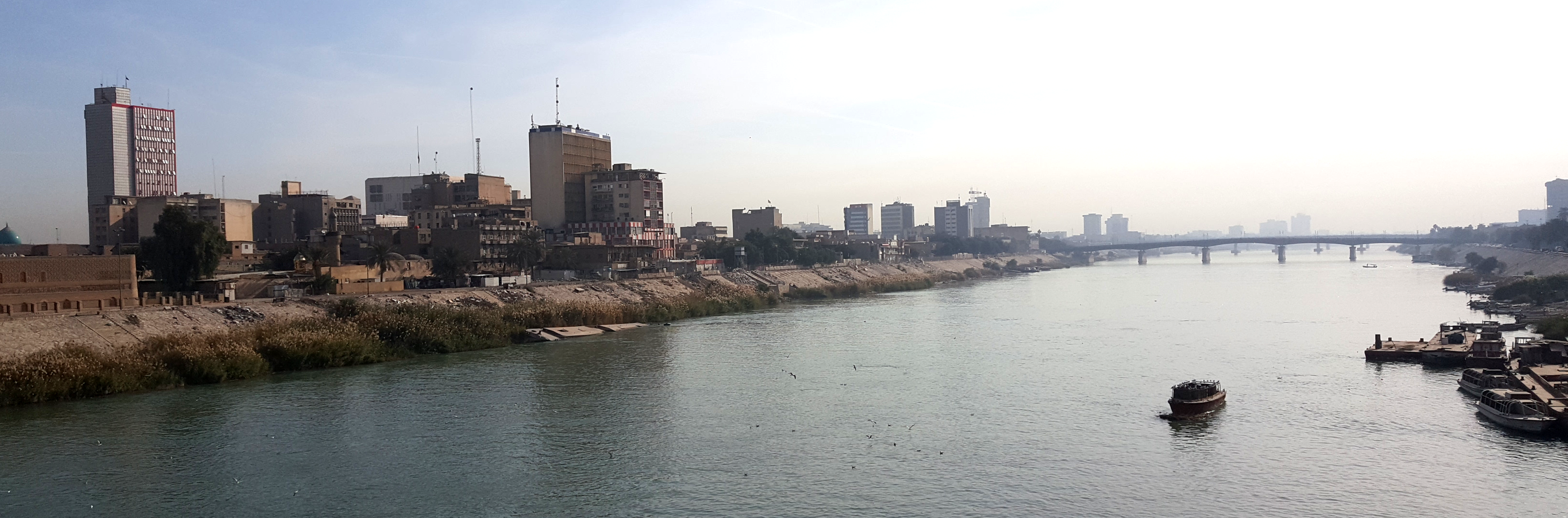
صور ملتقطة لنهر دجلة من جسر الشهداء.
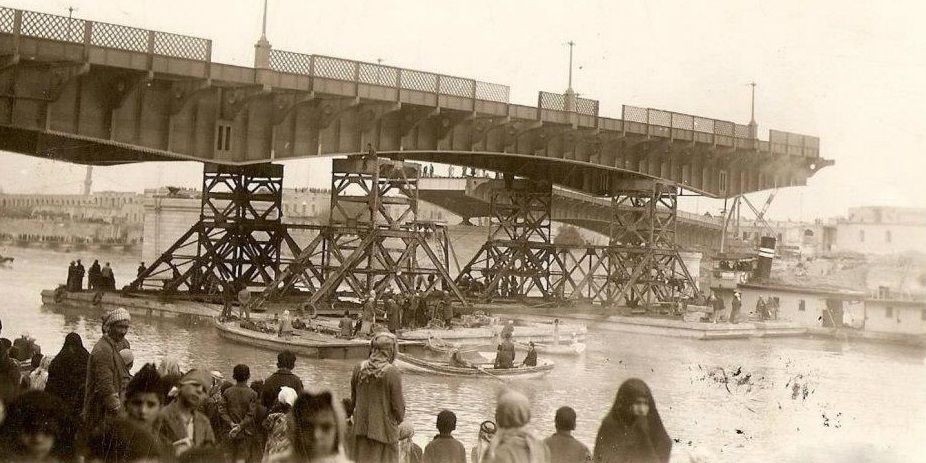
جسر الشهداء تحت الإنشاء.